# Équipe du Cameroun de football à la Coupe des confédérations 2001
L'équipe du Cameroun de football participe à sa 1re Coupe des confédérations lors de l'édition 2001 qui se tient au Japon et en Corée du Sud, du 31 mai au 10 juin 2001. Elle se rend à la compétition en tant que vainqueur de la Coupe d'Afrique des nations.

## Résumé
Le Cameroun est près de repartir sans victoire d'Asie, ne sauvant l'honneur qu'en dernier ressort face au Canada (2-0).

## Résultats

### Phase de groupe
|   | Équipe   | Pts | J | G | N | P | BP | BC | Diff |
| - | -------- | --- | - | - | - | - | -- | -- | ---- |
| 1 | Japon    | 7   | 3 | 2 | 1 | 0 | 5  | 0  | +5   |
| 2 | Brésil   | 5   | 3 | 1 | 2 | 0 | 2  | 0  | +2   |
| 3 | Cameroun | 3   | 3 | 1 | 0 | 2 | 2  | 4  | -2   |
| 4 | Canada   | 1   | 3 | 0 | 1 | 2 | 0  | 5  | -5   |

| 31 mai 2001 | Brésil   | 2 | 0 | Cameroun |
| 2 juin 2001 | Japon    | 2 | 0 | Cameroun |
| 4 juin 2001 | Cameroun | 2 | 0 | Canada   |

| 31 mai 2001                       | Brésil                             | 2 - 0 | Cameroun | Kashima Stadium, Ibaraki                      |                                               |
| 17:00 · Historique des rencontres | Washington 53e · Carlos Miguel 57e |       |          | Spectateurs : 10 519 Arbitrage : Hellmut Krug | Spectateurs : 10 519 Arbitrage : Hellmut Krug |
| 17:00 · Historique des rencontres | Rapport                            |       |          | Spectateurs : 10 519 Arbitrage : Hellmut Krug | Spectateurs : 10 519 Arbitrage : Hellmut Krug |

| 2 juin 2001                       | Cameroun | 0 - 2 | Japon         | Niigata Stadium, Niigata                          |                                                   |
| 19:30 · Historique des rencontres |          |       | Suzuki 8e 65e | Spectateurs : 39 430 Arbitrage : Benito Archundia | Spectateurs : 39 430 Arbitrage : Benito Archundia |
| 19:30 · Historique des rencontres | Rapport  |       |               | Spectateurs : 39 430 Arbitrage : Benito Archundia | Spectateurs : 39 430 Arbitrage : Benito Archundia |

| 4 juin 2001                       | Cameroun                  | 2 - 0 | Canada | Niigata Stadium, Niigata                      |                                               |
| 19:30 · Historique des rencontres | Tchoutang 48e · Mboma 83e |       |        | Spectateurs : 15 822 Arbitrage : Byron Moreno | Spectateurs : 15 822 Arbitrage : Byron Moreno |
| 19:30 · Historique des rencontres | Rapport                   |       |        | Spectateurs : 15 822 Arbitrage : Byron Moreno | Spectateurs : 15 822 Arbitrage : Byron Moreno |

## Effectif
Sélectionneur :  Winfried Schäfer
| No. | Pos.      | Joueur                   | Date de naissance et âge | Sélec. | Club                       |
| --- | --------- | ------------------------ | ------------------------ | ------ | -------------------------- |
| 1   | Gardien   | Alioum Boukar            | 3 janvier 1972           |        | Samsunspor                 |
| 2   | Défenseur | Bill Tchato              | 14 mai 1975              |        | Montpellier HSC            |
| 3   | Défenseur | Pierre Wome              | 26 mars 1979             |        | Bologne FC 1909            |
| 4   | Défenseur | Rigobert Song            | 1er juillet 1976         |        | West Ham United FC         |
| 5   | Défenseur | Raymond Kalla            | 24 avril 1975            |        | Club de Fútbol Extremadura |
| 6   | Défenseur | Pierre Njanka            | 15 mars 1975             |        | RC Strasbourg              |
| 7   | Attaquant | Bernard Tchoutang        | 2 septembre 1976         |        | Roda JC                    |
| 8   | Milieu    | Geremi Njitap            | 20 décembre 1978         |        | Real Madrid (football)     |
| 9   | Attaquant | Samuel Eto'o             | 10 mars 1981             |        | Real Majorque              |
| 10  | Attaquant | Patrick M'Boma           | 15 novembre 1970         |        | Parme FC                   |
| 11  | Défenseur | Lauren Etame Mayer       | 19 janvier 1977          |        | Arsenal FC                 |
| 12  | Gardien   | Jacques Songo'o          | 17 mars 1964             |        | Deportivo La Corogne       |
| 13  | Défenseur | Daniel N'Tieche Monchare | 24 janvier 1982          |        | Sable FC                   |
| 14  | Milieu    | Joël Epalle              | 20 février 1978          |        | Ethnikos Le Pirée          |
| 15  | Milieu    | Nicolas Alnoudji         | 9 décembre 1979          |        | Rizespor                   |
| 16  | Défenseur | Olivier Tchatchoua       | 4 avril 1982             |        | Sable FC                   |
| 17  | Milieu    | Marc-Vivien Foé          | 1er mai 1975             |        | Olympique lyonnais         |
| 18  | Attaquant | Pius N'Diefi             | 5 juillet 1975           |        | CS Sedan-Ardennes          |
| 19  | Défenseur | Michel Pensée            | 16 juin 1973             |        | Deportivo Aves             |
| 20  | Milieu    | Salomon Olembe           | 8 décembre 1980          |        | FC Nantes Atlantique       |
| 21  | Attaquant | Joseph-Désiré Job        | 1er décembre 1977        |        | Middlesbrough FC           |
| 22  | Milieu    | Daniel Ngom Kome         | 19 mai 1980              |        | Levante UD                 |
| 23  | Gardien   | Idriss Carlos Kameni     | 18 février 1984          |        | Le Havre AC                |

## Navigation